# Rosenbach (Weiße Elster)
Der Rosenbach (GKZ: 56616) ist ein rund 14 km langer, orografisch linker Nebenfluss der Weißen Elster im Vogtland, Deutschland.

## Name
Der Bach wurde 1298 als „rivulum … Crosenicz“ erstmals schriftlich erwähnt. Der Name leitet sich wahrscheinlich von slawisch *grożny „schrecklich“ ab – vermutlich im Sinne von „Wildbach“ oder „Bach, der durch eine schreckliche Gegend fließt“. Der Name wurde als *Grosen ins Deutsche übernommen und als Rosen-Bach eingedeutet.

## Geographie
Der Rosenbach bildet sich aus mehreren Quellflüssen im thüringischen und sächsischen Grenzgebiet und hat seinen namentlichen Beginn beim Zusammenfluss von Holzwiesenbach und Kornbach etwa 600 m südlich des sächsischen Dorfes Demeusel. Die Höhe beträgt hier 428 m ü. NHN. Die Stationierung des Rosenbachs wird jedoch über den Holzwiesenbach geführt, dessen Quelle bei Stelzen in Thüringen auf einer Höhe von 549 m ü. NHN liegt.
Der Rosenbach fließt in der Hauptrichtung Südost und passiert dabei die Ortschaften Rodau im Norden, Leubnitz im Süden und Rößnitz im Osten. Bei Kloschwitz nimmt der Rosenbach seinen bedeutendsten Nebenfluss, den Schönlinder Burgbach, auf. Nach Unterquerung der Rosenbachtalbrücke der Bahnstrecke Plauen–Cheb mündet der Rosenbach im Süden des Plauener Ortsteils Straßberg auf 343 m ü. NHN linksseitig in die Weiße Elster.
Der Rosenbach entwässert ein 67,2 km² großes Einzugsgebiet über die Weiße Elster, Saale und Elbe zur Nordsee. Bei einem Höhenunterschied von 85 m zwischen Ursprung und Mündung beträgt das mittlere Sohlgefälle 8,2 ‰.
Der Bach ist Namensgeber der 2011 durch Zusammenschluss gebildeten Gemeinde Rosenbach/Vogtl.